# グラン・カナリア島
グラン・カナリア島（西: Gran Canaria）は、北大西洋のカナリア諸島を構成する島。行政的にはスペインのカナリア諸島州に含まれる。島名は「犬の島」を意味する。

## 歴史
15世紀にスペイン人によって攻め落とされる前には、グアンチ人（スペイン語: Guanches）が住んでいた。どのような状況の下でグアンチ人が入植し、島を開拓して住んできたのかは完全に解明されていない。グアンチ人とはもともとテネリフェ島の原住民のみを指していたため、グラン・カナリア島の原住民はむしろ元カナリア人と呼ばれることが多い。洞窟内に石を用いて建てた円形の住宅に住んでいた。
島には数多くの犬が居たため、ラテン語の「インスラ・カナリア」（ラテン語: Insula Canaria、犬の島）が島名の由来であるとする説がある。しかし、アフリカの北東部に住むベルベル人の一民族であった「カナリイ」から派生したとする説のほうが有力である。
カスティーリャ地方の知事ペドロ・デ・ベラは、1483年4月には原住民との戦闘を正式に終結した。島はそれ以来、スペインの支配下にある。

## 地理
最高峰は1949mのピコ・デ・ラス・ニエベスである。島内にはカナリア・ビエラ・イ・クラビホ植物園があり、山、渓谷、崖および海岸の砂浜など多様な地形がある。生物多様性は非常に高く、カナリアマツが生える沿岸部の乾燥性の低木林、照葉樹林、常緑樹林、亜高山帯などの植生があり、固有種の無脊椎動物、鳥類や爬虫類が生息している。
何世紀にもわたって人間による森林破壊が行われたが、20世紀以後には植林も行われている。主に亜熱帯気候である。
中央部および南西部の陸域および周辺の海域は2005年にユネスコの生物圏保護区に指定された。また、島中央部のリスコ・カイド一帯の山地の文化的景観は2019年にユネスコの世界遺産に登録された。

## 行政区分

行政区分

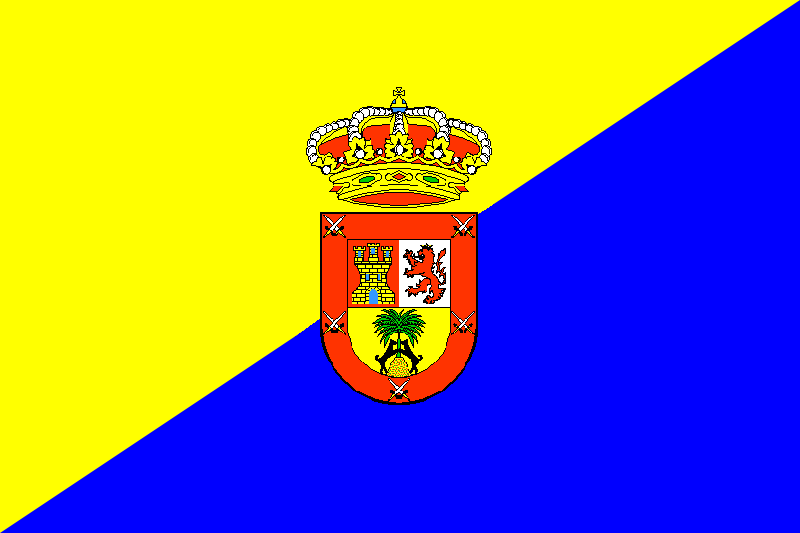
グラン・カナリア島の旗

スペインに17ある自治州のひとつとしてカナリア諸島州が設けられており、スペインに50ある県のひとつとしてラス・パルマス県が設けられている。グラン・カナリア島はカナリア諸島州ラス・パルマス県の一部である。また、カナリア諸島の主要7島にはそれぞれ島庁が設置されており、グラン・カナリア島にはグラン・カナリア島庁がある。島は21のムニシピオ（基礎自治体）に分かれている。

### 自治体
最大都市はラス・パルマス・デ・グラン・カナリアであり、ラス・パルマスはテネリフェ島のサンタ・クルス・デ・テネリフェと共同でカナリア諸島州の州都を務めている。
1. アガエーテ
2. アグイーメス（英語版）
3. アルテナーラ（英語版）
4. アルーカス（英語版）
5. フィルガス（英語版）
6. ガルダル（英語版）
7. インヘニオ（英語版）
8. ラス・パルマス・デ・グラン・カナリア
9. モガーン（英語版）
10. モジャ（英語版）
11. サン・バルトロメ・デ・ティラハーナ（英語版）[5]
12. サン・ニコラス・デ・トレンティーノ
13. サンタ・ブリヒダ（英語版）
14. サンタ・ルシーア・デ・ティラハーナ（英語版）
15. サンタ・マリーア・デ・ギア（英語版）
16. テヘーダ（英語版）
17. テルデ（英語版）
18. テロール（英語版）
19. バジェセコ（英語版）
20. バルセキージョ（英語版）
21. ベガ・デ・サン・マテーオ（英語版）

## 交通
島の東部にグラン・カナリア空港がある。カナリア諸島の各島に向かう便、スペイン本土に向かう便、ヨーロッパ各地に向かう便が運航されている。島内の主要な交通機関としてバスが運行されている。

## 世界遺産
グラン・カナリア島中央部の広大な山岳地帯には北アフリカのベルベル人が到着以降かつスペイン人が到来以前の穴居集落、段々畑や岩絵が多い。一帯にはリスコ・カイドとロケ・ベンタイガの2つの聖地があり、星と大地への崇拝と関連していると考えられる。

### 登録基準
この世界遺産は世界遺産登録基準のうち、以下の条件を満たし、登録された（以下の基準は世界遺産センター公表の登録基準からの翻訳、引用である）。
- (3) 現存するまたは消滅した文化的伝統または文明の、唯一のまたは少なくとも稀な証拠。
- (5) ある文化（または複数の文化）を代表する伝統的集落、あるいは陸上ないし海上利用の際立った例。もしくは特に不可逆的な変化の中で存続が危ぶまれている人と環境の関わりあいの際立った例。